# قله پرآو
قلهٔ پراو (پرآب) یا شیخ علی خان که کمتر به این نام مرسوم است با ارتفاع ۳۴۰۵ متر از سطح دریا، بلندترین قلهٔ کوهستان پراو و در هشت کیلومتری شمال شرقی شهر کرمانشاه قرار گرفته است و همچنین بلندترین قلهٔ استان کرمانشاه می‌باشد.
برای رسیدن به قله پراو مسیرهای متعددی وجود داردکه معمولترین آنها از انتهای دره مشرف بر کارخانه سیمان غرب و روستای چالابه می‌باشد که معروف به تنگه چروبر (چرو در زبان کردی بمعنی بوته‌های تازه روییده درخت به‌خصوص بلوط می‌باشد) می باشدو فرعی که بسمت این تنگه از جاده کرمانشاه به بیستون جدا می‌گردد در کیلومتر ۱۰ این جاده می‌باشد.
در راه فوق باگذر از تنگه چروبر و عبور از چشمه دوزری (دزد راه) و خرسنگ (سنگ بزرگ) کناری آن مسیر پای کوب شده به سمت شمال را گرفته با رسیدن به قسمت شمالی جانپناه یک شبه به سمت راست متمایل شده سپس به تابلوی خسته نباشید که در کنار سنگی عظیم قرار گرفته می‌رسید.
با یک نگاه به شکل ظاهری کوه پراو می‌توان گفت که برای صعود به این قله باید دو پله را پشت سر گذاشت که پله اول دشت دوزری و مانگ هلات (به زبان کردی یعنی: ماه درآمد) است که چشمه دوزری در این دشت، زمستان و تابستان همواره با بخشندگی تمام آب گوارای خود راتقدیم به کوهنوردان می‌کند و پله دوم میدان وسیع پراواست که پناهگاه و همین‌طور غار معروف پراو در آن قرار گرفته است
کل مسیر پیمایش شده صعود به قله پراو در حدود ۸ کیلومتر است و با توجه به اینکه تنگ چروبر در ارتفاع ۱۵۰۰ متری واقع شده و همین‌طور پناهگاه پراو در ارتفاع ۳۱۰۰ متری قرار گرفته است.
به‌دلیل بهمن خیز بودن ویخ‌زدگی و وجود دیواره ۲۰۰ متری در زیر مسیر تابستانه در زمستان باید از مسیر تنگه بیولوژی کوه پراو را صعود نمود.